# Henry Daley Colphon
Henry Daley Colphon, född 13 april 1970, är en friidrottare från Costa Rica. Han deltog vid olympiska sommarspelen 1992.